# Kinrooi
Kinrooi este o comună din regiunea Flandra din Belgia. Comuna este formată din localitățile Kinrooi, Kessenich, Molenbeersel și Ophoven. Suprafața totală a comunei este de 54,76 km². La 1 ianuarie 2008 comuna avea o populație totală de 12.118 locuitori. 
1. ↑  Crossroad Bank of Enterprises, accesat în 26 iulie 2023